# Reginaldo Oliveira
Reginaldo Oliveira (* 30. November 1982 in Rio de Janeiro, Brasilien) ist ein brasilianischer Tänzer und Choreograf, der von 2006 bis 2017, mit dem Wechsel an das Staatstheater Karlsruhe, in Deutschland lebte. Seit der Spielzeit 2017/2018 ist er am Landestheater Salzburg in Österreich als Ballettdirektor, Spartenleiter und Choreograf tätig und wohnt ebenda. Die Balletttänzerin Bruna Andrade erhielt für ihre Darbietung in Oliveiras Choreographie den Deutschen Theaterpreis „Der Faust“ in der Kategorie Beste Darstellerin Tanz.
2016 erhielt Oliveira große mediale Aufmerksamkeit für die Ballettinterpretation von Anne Frank.

## Biografie
Reginaldo Oliveira ist in Rio de Janeiro aufgewachsen. Er absolvierte seine Tanzausbildung an der Maria Olenewa School, beim Ballett Dalal Achcar sowie Jorge Texeira. 1998 gewann er den 1. Preis des Russischen Ballettwettbewerbs in São Paulo und ging als Stipendiat an die Staatliche Akademie für Choreografie des Bolschoi-Balletts Moskau. Im Jahr 2000 wurde er am Theatro Municipal do Rio de Janeiro Mitglied der Ballettcompagnie und stieg dort 2003 in den Rang eines Solisten auf. Mit der Spielzeit 2006/07 wechselte er an das Staatstheater Karlsruhe.
Seine erste Choreographie, »Attempt«, präsentierte Reginaldo Oliveira in der Spielzeit 2009/2010 im Rahmen von »Choreografen stellen sich vor«, gefolgt von »Torn« (2012). In einem großangelegten Projekt, das in mehreren Ausstellungen im gesamtdeutschen Raum zu sehen war, setzte er sich zusammen mit Flavio Salamanka und Barbara Blanche 2012 für die Gerlinde-Beck-Stiftung choreografisch und filmisch mit Skulpturen der verstorbenen Bildhauerin auseinander.
Für die Gala der Tanzstiftung Birgit Keil 2012 kreierte Reginaldo Oliveira mit »Across the border« zudem eine Solochoreographie für den Kammertänzer Flavio Salamanka. Im Anschluss an die Uraufführung wurde dieses Stück bei der 3. Internationalen Ballettgala Salzburg, bei der Ballett-Gala zur Verleihung des deutschen Tanzpreises 2013 sowie an der World Stars Ballettgala Donetsk und zuletzt bei der 6. Ballett-Gala am Badischen Staatstheater Karlsruhe aufgeführt. Es folgten für die Gala »Ein Abend für Birgit Keil« im Oktober 2014 »Presente« sowie für Ballett-Galas am Badischen Staatstheater 2014 »Attacke« und 2015 »Eiskalt«. »Eiskalt« wurde nach der Uraufführung u. a. auch in Brasília beim Festival Internacional de Dança de Brasília erfolgreich aufgeführt.
Ebenfalls am Badischen Staatstheater entstand Im Rahmen des Ballettabends »Mythos« 2014 als erste Auftragsarbeit »Der Fall M«. Bruna Andrade, die Tänzerin der Medea, erhielt für ihre Rolleninterpretation in diesem Werk den Deutschen Theaterpreis »Der Faust« in der Kategorie »Beste Darstellerin Tanz«. Ein weiterer Erfolg war die Choreographie für das Staatsballett im Rahmen der Eröffnungsshow zum 300. Geburtstag der Stadt Karlsruhe 2015. Es folgte mit »Anne Frank« Reginaldo Oliveiras erstes abendfüllendes Handlungsballett, das im April 2016 am Badischen Staatstheater Karlsruhe uraufgeführt wurde und ein großer Publikumserfolg war. Beachtung fand diese Kreation außerdem in den Kritikerumfragen diverser Tanzzeitschriften, u. a. wurde Reginaldo Oliveira von Angela Reinhardt im Magazin »tanz« als »Choreograf des Jahres« genannt.
Im Herbst 2017 gab Reginaldo Oliveira als neuer Leitender Choreograph des Salzburger Landestheaters mit »Medea – Der Fall M.« im Rahmen der »Dionysien« in der Felsenreitschule seinen von Publikum und Presse gefeierten Einstand. Es folgte im Mai 2018 zur Eröffnung der Spielstätte im neuen Probenzentrum Aigen »Balacobaco«, ein Ballettfest für das brasilianische Lebensgefühl. Mit »Othello« kreierte Ballettchef Oliveira im November 2018 erstmals ein abendfüllendes Handlungsballett für das Publikum des Salzburger Landestheaters.

## Kritiken
Im Magazin „tanz“ wurde Reginaldo Oliveira von Angela Reinhardt für sein Werk Anne Frank als Choreograf des Jahres genannt. Im Magazin „Dance for you“ wurde Anne Frank gleich zweimal nominiert: zum einen von Hartmut Regitz, der Bruna Andrade als herausragende Tänzerin in der Kategorie Principal Dancer für ihre Rolleninterpretation der Anne sah, zum anderen von Vesna Mlakar, die Reginaldo Oliveira als besten Choreografen des Jahres nominierte.